# Фрідріх III (німецький імператор)
Фрі́дріх III (нім. Friedrich III.; 18 жовтня 1831 — 15 червня 1888) — другий німецький імператор, восьмий прусський король (1888). Представник німецької династії Гогенцоллернів. Народився в Потсдамі, Пруссія. Син німецького імператора і прусського короля Вільгельма I. Батько останнього німецького імператора Вільгельма II. Брав участь у війнах проти Данії (1864), Австрії (1866), Франції (1871). Німецький кронпринц (1871—1888). Прусський (1870) та російський генерал-фельдмаршал (1872). Був виразником інтересів німецьких лібералів та британофілів у німецькому уряді; перебував у опозиції до канцлера Отто фон Бісмарка. Правив лише 99 днів. Помер у Потсдамі від раку гортані. Похований у потсдамській Церкві миру. Прізвисько — «Наш Фріц» (нім. Unser Fritz, через популярність серед німців).

## Біографія
Син принца Вільгельма Прусського (майбутнього короля і імператора Вільгельма I) і Августи Веймарської, племінник Фрідріха Вільгельма IV.

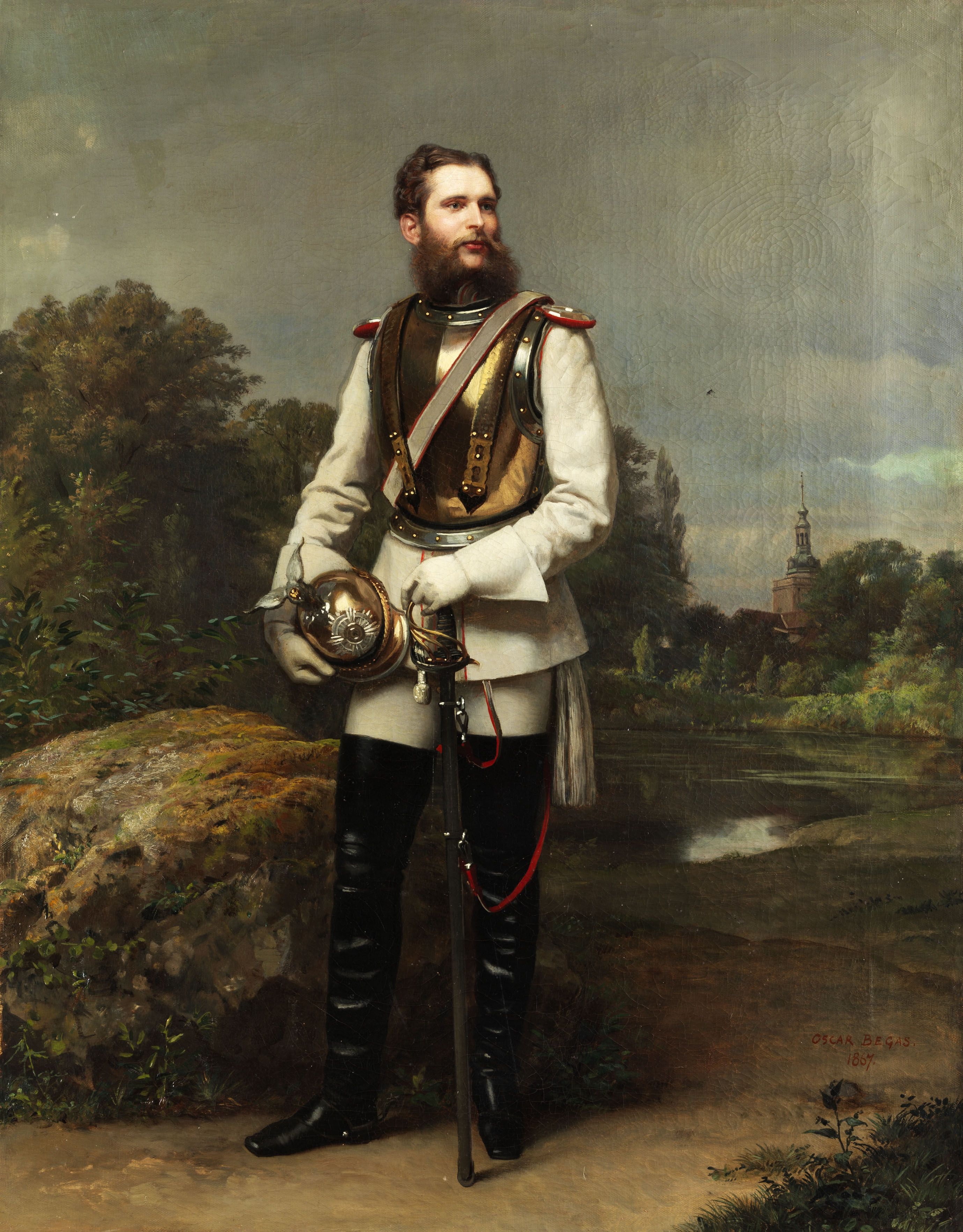
Кронпринц Фрідріх

### Кронпринц
У 1861, після вступу батька на престол, став кронпринцем Пруссії і командував військами в Пруссько-австрійській війні 1866 року і Франко-пруській війні. Володів полководницьким талантом, зіграв ключову роль у перемозі над австрійцями під Садовою. Користувався великою популярністю в армії і народі як «Наш Фріц» (нім. Unser Fritz). Після перемоги у Франко-пруській війні (1871) Фрідріх, що став вже спадкоємцем престолу нової Німецької імперії, отримав жезл російського генерал-фельдмаршала.
Через ліберальні погляди конфліктував з канцлером Бісмарком. Був противником посилення конфронтації в Європі, підтримував внутрішньонімецьку інтеграцію. Однак Бісмарк утримував його від будь-якого реального впливу на політику.

### Правління
Коли помер Вільгельм I (9 березня 1888 року), Фрідріх, який вступив на престол, був уже смертельно хворий на рак гортані. Раніше, через помилковий діагноз, який було поставлено йому в 1887 році, скасували операцію, яка могла б зупинити ріст пухлини. Майже рік кронпринц провів на лікуванні в Англії, Тиролі і, нарешті, в Санремо, звідки повернувся в Німеччину, вже ставши імператором. За місяць до вступу на престол лікар змушений був зробити кронпринцу трахеотомію, аби він міг надалі дихати, але після цього Вільгельм втратив можливість говорити і спілкувався з оточуючими письмово. За 99 днів царювання помираючий імператор з державних справ встиг тільки відправити у відставку неефективного консерватора, міністра внутрішніх справ Роберта Віктора фон Путткамера (за шість днів до смерті, 9 червня). Так 1888 рік став у Німеччині роком трьох імператорів.

## Оцінки
Фрідріх і його дружина вважалися подружжям з ліберальними симпатіями; спадкоємець обговорював можливі плани політичних реформ з тещею, британською королевою Вікторією. Згодом Вільгельм II волів посилатися на діда, Вільгельма I (який отримав при ньому офіційний епітет «Вільгельм Великий»), не згадуючи батька. Багато політиків й істориків говорили і тоді, й особливо після початку Першої світової війни, що якби Фрідріх III і загиблий через півроку після нього 30 січня 1889 ліберально налаштований австрійський кронпринц Рудольф прожили довго, доля Європи могла б бути іншою, і політика Німеччини з Австрією не привела б до Першої світової війні. Існує також думка, що лібералізм і миролюбність Фрідріха і масштаб реформ, які він міг би зробити, перебільшені по контрасту з діяльністю Вільгельма II.

## Культурна діяльність
Кронпринц був ініціатором створення художнього музею в Берліні, відкритого через 16 років після його смерті (1904) в його день народження під назвою «Музей імператора Фрідріха». З 1956 року він називається Музей Боде — на честь мистецтвознавця Вільгельма фон Боде, який керував збором першої колекції для музею.

## Родина
Дружина (з 1858) — Вікторія Саксен-Кобург-Готська, донька британської королеви Вікторії.
Діти:
- Вільгельм (1859–1941) — майбутній імператор Вільгельм II;
- Шарлотта (1860–1919) — одружена з Бернхардом III, герцогом Саксен-Майнінгенським;
- Генріх (1862–1929) — гроссадмірал німецького флоту, був одружений із Іреною Гессенською;
- Сигізмунд (1864–1866) — помер у дитинстві від менінгіту;
- Вікторія (1866–1929) — в першому шлюбі одружена з Адольфом Шаумбург-Ліппським, в другому з Олександром Зубковим;
- Вальдемар (1868–1879) — помер від дифтерії;
- Софія (1870–1932) — одружена з королем Греції Костянтином I;
- Маргарита (1872–1954) — одружена з Фрідріхом Карлом Гессенським.

## Нагороди

### Німеччина

#### Прусське королівство
- Орден Чорного орла з ланцюгом
  - орден (18 жовтня 1841)
  - ланцюг (1849)
- Орден Червоного орла, великий хрест з дубовим листям і мечами
- Королівський орден дому Гогенцоллернів, великий командорський хрест із зіркою і мечами
- Князівський орден дому Гогенцоллернів, почесний хрест 1-го класу з мечами
- Орден Корони (Пруссія) 1-го класу
- Pour le Mérite, великий хрест з дубовим листям
  - орден (29 червня 1866)
  - дубове листя (3 серпня 1866)
  - великий хрест (20 вересня 1866)
  - дубове листя (2 вересня 1873)
- Залізний хрест 2-го і 1-го класу
- Великий хрест Залізного хреста (22 березня 1871)
- Хрест «За вислугу років» (Пруссія)

#### Велике герцогство Баденське
- Орден Вірності (Баден) (1850)
- Орден Церінгенського лева, великий хрест (1850)
- Орден Військових заслуг Карла Фрідріха, великий хрест (1867)

#### Баварське королівство
- Орден Святого Губерта (1853)
- Військовий орден Максиміліана Йозефа, великий хрест (11 квітня 1877)

#### Велике герцогство Гессенське
- Орден Людвіга (Гессен), великий хрест (11 жовтня 1855)
- Хрест «За військові заслуги» (Гессен) (15 березня 1871)

#### Саксонське королівство
- Орден Рутової корони (1857)
- Військовий орден Святого Генріха, великий хрест (1870)

#### Ганноверське королівство
- Орден Святого Георгія (Ганновер) (1858)
- Королівський гвельфський орден, великий хрест (1858)

#### Вюртемберзьке королівство
- Орден Вюртемберзької корони, великий хрест (1867)
- Орден «За військові заслуги» (Вюртемберг), великий хрест (23 жовтня 1870)

#### Мекленбург
- Орден Вендської корони, великий хрест з короною в руді
- Хрест «За військові заслуги» (Мекленбург-Шверін) 1-го класу
- Хрест «За заслуги у війні» (Мекленбург-Стреліц)

#### Інші країни
- Орден Білого Сокола, великий хрест з мечами (Велике герцогство Саксен-Веймар-Айзенаське)
  - орден (15 грудня 1848)
  - мечі (1870)
- Орден Альберта Ведмедя, великий хрест з мечами (Ангальтське герцогство)
  - орден (14 лютого 1853)
  - мечі (12 вересня 1864)
- Орден Золотого лева (Гессен-Кассельське ландграфство; 16 квітня 1853)
- Орден дому Саксен-Ернестіне, великий хрест (листопад 1854)
- Орден Заслуг герцога Петра-Фрідріха-Людвіга, великий хрест із золотою короною і мечами (Велике герцогство Ольденбурзьке)
  - орден (17 квітня 1859)
  - мечі (31 грудня 1870)
- Орден Золотого лева Нассау (березень 1861)
- Орден Генріха Лева, великий хрест (Брауншвейг-Люнебурзьке герцогство)
- Медаль «За військові заслуги» (Ліппе)

### Російська імперія
- Орден Андрія Первозванного (вересень 1843)
- Орден Святого Олександра Невського (вересень 1843)
- Орден Білого Орла (вересень 1843)
- Орден Святої Анни 1-го ступеня (вересень 1843)
- Орден Святого Станіслава 1-го ступеня (вересень 1843)
- Орден Святого Георгія
  - 4-го ступеня (1869)
  - 2-го ступеня (1870)

### Сардинське королівство
- Вищий орден Святого Благовіщення (11 червня 1850)
- Орден Святих Маврикія та Лазаря, великий хрест (11 червня 1850)
- Савойський військовий орден, великий хрест
- Золота медаль «За військову доблесть» (Італія) (3 липня 1866)

### Австро-Угорщина
- Королівський угорський орден Святого Стефана, великий хрест (1852)
- Військовий орден Марії Терезії, лицарський хрест (1864)
- Хрест «За вислугу років» (Австрія) 2-го класу для офіцерів (25 років)

### Британська імперія
- Орден Підв'язки (28 січня 1858)
- Орден Лазні, почесний великий хрест (25 січня 1883)

### Шведсько-норвезька унія
- Орден Карла XIII (3 травня 1858)
- Орден Серафимів (8 січня 1961)
- Орден Святого Олафа, великий хрест (5 серпня 1873)

### Іспанське королівство
- Орден Золотого руна (29 січня 1862)
- Орден Святого Фердинанда, великий хрест

### Нідерланди
- Орден Віллема, великий хрест (23 серпня 1878)
- Орден Нідерландського лева, великий хрест

### Османська імперія
- Орден Заслуг (Османська імперія) з діамантами
- Орден «Османіє» 1-го ступеня
- Золота медаль «Імтияз»

### Португальське королівство
- Подвійний орден
- Орден Вежі й Меча, великий хрест

### Сербське князівство
- Орден Таковського хреста, великий хрест
- Орден Білого орла (Сербія), великий хрест

### Інші країни
- Орден Леопольда I, великий хрест (Бельгія; 6 травня 1853)
- Орден Почесного легіону, великий хрест (Друга французька імперія; грудень 1856)
- Орден Слона (Данія; 19 серпня 1873)
- Орден хризантеми з великою стрічкою (Японська імперія; 20 травня 1880)
- Орден Південного Хреста, великий хрест (Бразильська імперія)
- Орден Спасителя, великий хрест (Грецьке королівство)
- Орден Камехамехи I, великий хрест (Гавайське королівство)
- Орден Гваделупи, великий хрест (Мексиканська імперія)
- Орден дому Хусейнидів (Туніс)
- Орден серпневого портрету з діамантами (Каджарський Іран)
- Орден Подвійного дракона 1-го ступеня, 1-й клас (Китай)
- Орден Зірки Румунії, великий хрест з мечами
- Орден Святого Марина, командорський хрест
- Орден Святого Гробу Господнього Єрусалимського, великий хрест (Ватикан)
- Орден Білого слона, великий хрест (Сіам)
- Орден Святого Фердинанда за заслуги, великий хрест (Королівство Обох Сицилій)
- Орден Визволителя, ланцюг (Венесуела)